# Natal (Rio Grande do Norte)
Natal és la capital de l'estat brasiler de Rio Grande do Norte, coneguda com La Ciutat del Sol, o Ciutat dels Reis, coneguda principalment per les platges, la bellesa natural i per la bona infraestructura. Segons l'IPEA (Institut d'Investigació Econòmica Aplicada del Brasil), Natal és la capital més segura del Brasil. Segons el cens de població 2022, tenia 751.300 habitants.

## Geografia
Situada a l'extrem nord-est de Sud-amèrica, la ciutat té una àrea de 170 km². El riu Potengi hi desemboca a l'Atlàntic El clima és tropical i la temperatura mitjana anual és de 26 °C.
Forma, juntament amb els municipis de Parnamirim, Macaíba, Extremoz, São Gonçalo do Amarante i Ceará-Mirim, una regió metropolitana, que té uns 1.150.000 habitants.

## Història
Va ser fundada el 25 de desembre de 1599 i d'aquí treu el seu nom, ja que en portuguès Natal significa «Nadal». Va ser ocupada pels neerlandesos entre 1633 i 1654 que li van donar el nom de Nova Amsterdam. Durant la Segona Guerra Mundial va servir de base aliada en el suport de les accions sobre el continent africà, a través de la base aèria (avui aeroport) localitzada a Parnamirim, a la regió metropolitana.

## Monuments històrics
- Fort dels Reis Mags: La primera i més antiga edificació de la ciutat, construïda pels portuguesos.
- Centre de Turisme de Natal: Construït a final del segle xix, va ser centre de protecció per als captaires, orfenat i casa de custòdia (presó). Des de 1976, és seu del Centre de Turisme municipal.
- Nova Catedral: Va ser inaugurada el 1988 després de més de trenta anys d'obres.
- Far de la Mãe Luiza: Serveix per a orientar les embarcacions de la costa de Natal; va ser construït el 1951. Té una altitud de 37 metres sobre el nivell del mar.
- Columna Capitolina: Columna romana donada a la ciutat pel dictador italià Benito Mussolini.
- Rampa: Antic lloc d'embarcament i desembarcament d'hidroavions i punt de trobada entre Getúlio Vargas i Franklin Delano Roosevelt durant la Segona Guerra Mundial.

## Economia
A més d'una ciutat portuària, comercial i de serveis important a la regió, és també un important lloc turístic per les platges d'aigües calentes. És la ciutat brasilera més a prop d'Àfrica i d'Europa. Rep milers de turistes, especialment de Portugal, Espanya i d'Itàlia. Cal anar amb compte amb el continu alt onatge, els forts corrents submarins, i les marees amb un desnivell mitjà de dos metres entre la plenamar i la baixamar.

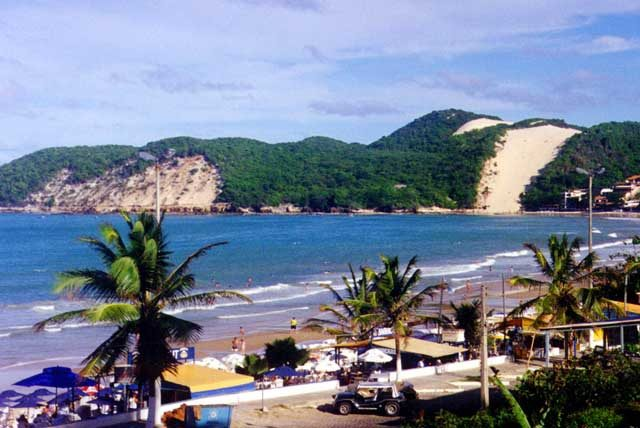
Platja de Ponta Negra, en Natal.

## Educació
Hi ha dues institucions públiques d'ensenyament superior: la Universitat Federal de Rio Grande do Norte (UFRN) i el Centre Federal d'Educació Tecnològica de Rio Grande do Norte (CEFET-RN), ambdues mantingudes pel govern federal.
Hi ha també, diverses institucions privades d'ensenyament superiors, en diferents àrees d'ensenyament. Les grans i més conegudes són Universidade Potiguar (UnP); la Farnes, mantinguda per la Lliga d'Ensenyament de Rio Grande do Norte; Faculdade Câmara Cascudo, conveni a la Universitat Estácio de Sá (Rio de Janeiro) i Facex.

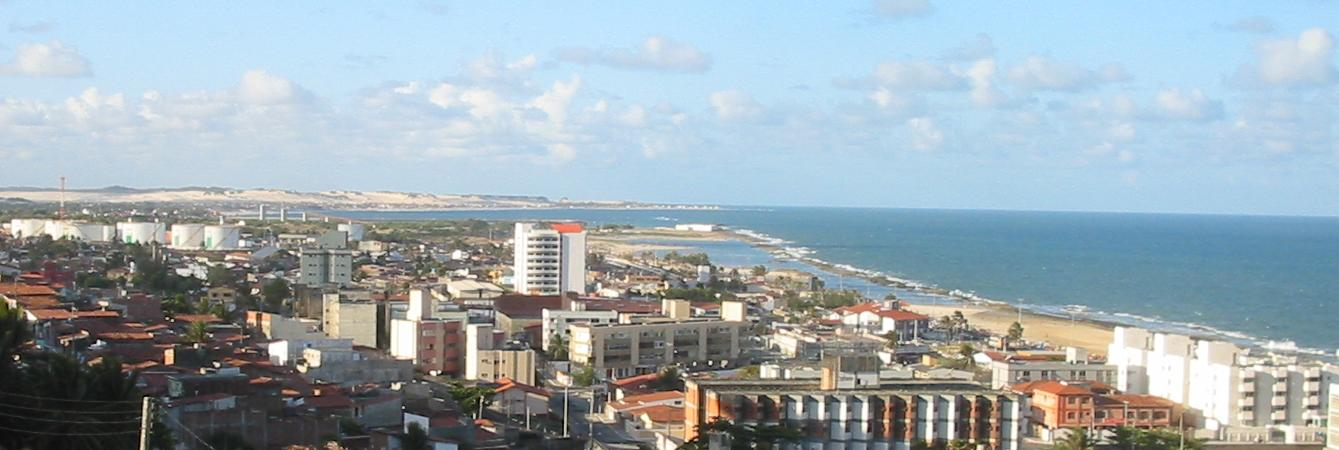
Vista de la ciutat de Natal amb els barris Praia do Meio i Santos Reis.

## Aeroports
El principal aeroport de Natal i Rio Grande do Norte és l'Aeroport Internacional Augusto Severo, que és un dels ports d'entrada a la capital i l'Estat. Situat al veí municipi de Parnamirim es va ampliar recentment, però a causa del creixement del turisme serà necessari seguir la reforma abans de l'acabament del nou aeroport internacional de São Gonçalo do Amarante i tornar-lo a l'actual per la Força Aèria Brasilera.